# Café scientifique

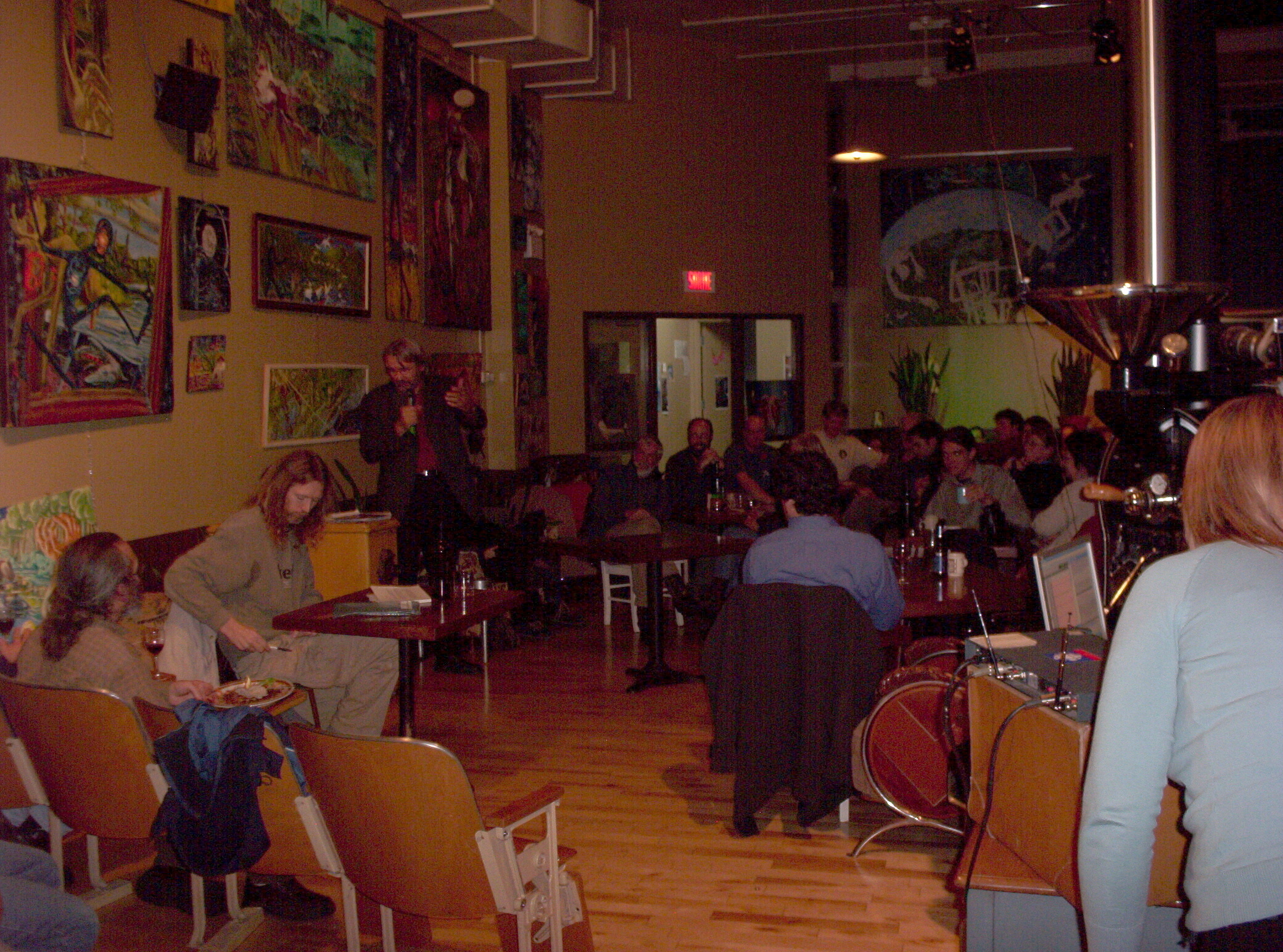
Café scientifique au Café Cambio de Chicoutimi, Québec.

Les cafés scientifiques sont un phénomène qui apparaît dans les années 1990 à l'instar des cafés philosophiques et des cafés littéraires. Il a pour objectif d'assurer une médiation et un dialogue entre des citoyens et des scientifiques experts sur des sujets précis du domaine de la science et son développement actuel dans un lieu convivial   : café, bar ou restaurant. La date et le lieu des discussions sont préalablement fixés et à fréquence et récurrence régulières. Les lieux choisis sont des cafés bars ou restaurants à ambiance conviviale prédisposant à l'échange de réflexions et d'idées. 